# حديقة كيف-إين-روك العامة
حديقة كيف-إين-روك العامة (بالإنجليزية: Cave-in-Rock State Park)‏؛ هو كهف يقع في مقاطعة هاردين في الولايات المتحدة. وهو أحد الحدائق العامة في ولاية إلينوي.

## السياحة
يعد «حديقة كيف-إين-روك العامة» أحد مواقع الجذب السياحي في مقاطعة هاردين في ولاية إلينوي الأمريكية.